# Rush: A Disney–Pixar Adventure
Rush: A Disney-Pixar Adventure, es un videojuego de plataformas de 2012 basado en películas de Pixar, lanzado para Kinect en Xbox 360. Anunciado el 8 de marzo de 2012 y lanzado más tarde ese mes, el juego es similar a Kinect: Disneyland Adventures, pero los jugadores en su lugar son llevados a través de los mundos de ocho (más tarde nueve) de las películas de Pixar: Up, Toy Story, Toy Story 2, Toy Story 3, Los Increíbles, Cars, Cars 2, Ratatouille, y (en un remasterente de 2017) Buscando a Dory con el centro de juego establecido en un parque local.
En agosto de 2017 en Gamescom 2017, Microsoft anunció que Rush: A Disney-Pixar Adventure (sin el nombre de Kinect) sería remasterízado y relanzado para Xbox One y Microsoft Windows 10. La remasterización, que fue lanzada el 31 de octubre de 2017, admite resolución 4K, gráficos de alto rango dinámico, controles tradicionales junto con Kinect para Xbox One, mejoras para Xbox One X y añade un nuevo mundo basado en la película de Pixar de 2016 Buscando a Dory.

## Recepción
El agregador de reseñas Metacritic le dio al juego una calificación de 68, que indica "críticas mixtas o promedio".